# Ian Field
Ian Field (* 18. Juni 1986 in Ashford, Grafschaft Kent, England) ist ein britischer Cyclocross-Radrennfahrer.
Ian Field wurde 2005 Zweiter bei der britischen Cyclocross-Meisterschaft im Rennen der U23-Klasse. Außerdem gewann er das Rennen der National Trophy Series in Abergavenny. 2006 gewann er ein Rennen in Cheltenham und 2007 wurde er nationaler U23-Vizemeister. In der Cyclocross-Saison 2007/2008 gewann Field das vierte Rennen der National Trophy Series in Bradford, und er verteidigte seinen Titel als U23-Vizemeister.

## Erfolge
2005/2006
- National Trophy Series, Abergavenny

2007/2008
- National Trophy Series 4, Peel Park, Bradford

2008/2009
- National Trophy Round 1, Abergavenny

2010/2011
- National Trophy Round 4, Southampton
- National Trophy Round 5, Bradford

2011/2012
- Charm City Cross 1, Baltimore
- The Nor’easter Cyclocross, Burlington
- Britischer Meister

2012/2013
- National Trophy Series Round 1, Abergavenny
- Britischer Meister

2013/2014
- National Trophy Series Round 4, Milton Keynes
- National Trophy Series Round 5, Bradford
- Britischer Meister

2014/2015
- National Trophy Series Round 1, Shrewsbury
- National Trophy Series Round 2, Southampton
- National Trophy Series Round 5, Bradford
- Britischer Meister

2016/2017
- Britischer Meister

## Teams
- 2005 Hargroves Cycles
- 2006 Hargroves Cycles
- 2007 Hargroves Cycles
- 2008 Hargroves Cycles
- 2009 Hargroves Cycles
- 2010 Hargroves Cycles
- 2011 Hargroves Cycles
- 2012 Hargroves Cycles
- 2013 Hargroves Cycles
- 2014 Hargroves Cycles
- 2015 Hargroves Cycles